# Adolf Itzenplitz
Adolf Itzenplitz, född 1821 i Magdeburg, död den 24 mars 1883, var en tysk bildhuggare.
Itzenplitz kom redan vid 15 års ålder till Ludvig Wilhelm Wichmanns ateljé i Berlin, där han biträdde sin lärare vid utförandet av större arbeten. Därpå gjorde han en studieresa i Tyskland och kom 1847 till Rom, där han slöt sig till bildhuggaren Franz Woltreck. År 1848 tvang stadens belägring honom att återvända till Berlin där han sysselsatte sig med porträttbyster och dekorativa arbeten samt lämnade bidrag till konstvetenskapliga tidskrifter. Bland hans senare just inte talrika arbeten är de främsta: en kolossal marmorstaty, föreställande Mercurius, för nya börsen i Berlin (1865), och en mästerlig, genom avtryck populär, Penelope (1866).